# Gdańska Głowa
Gdańska Głowa (niem. Danziger Haupt) – miejsce rozwidlenia się Wisły w jej końcowym biegu na dwa ramiona: gdańską Wisłę (Martwa Wisła) i elbląską (Szkarpawa), w pobliżu wsi Drewnica (województwo pomorskie). W XVII wieku ważny posterunek obronny Gdańska. Była oddalona od centrum Gdańska o ok. 20 km. Forteca odegrała pewną rolę podczas wojen polsko-szwedzkich, jednak bardziej przysłużyła się atakującym Szwedom niż obrońcom, dlatego pod koniec XVII wieku zdecydowano o jej likwidacji.
Obecnie zabytkowa śluza jest jednym z elementów szlaku wodnego Pętla Żuławska.

## Historia

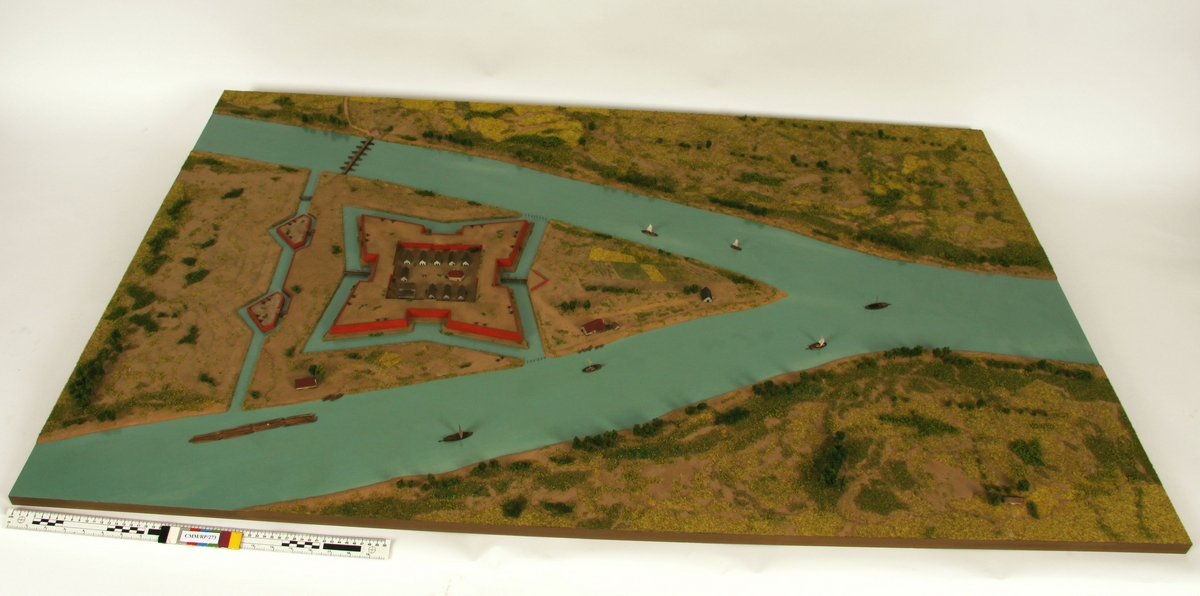
Makieta Gdańskiej Głowy w Narodowym Muzeum Morskim

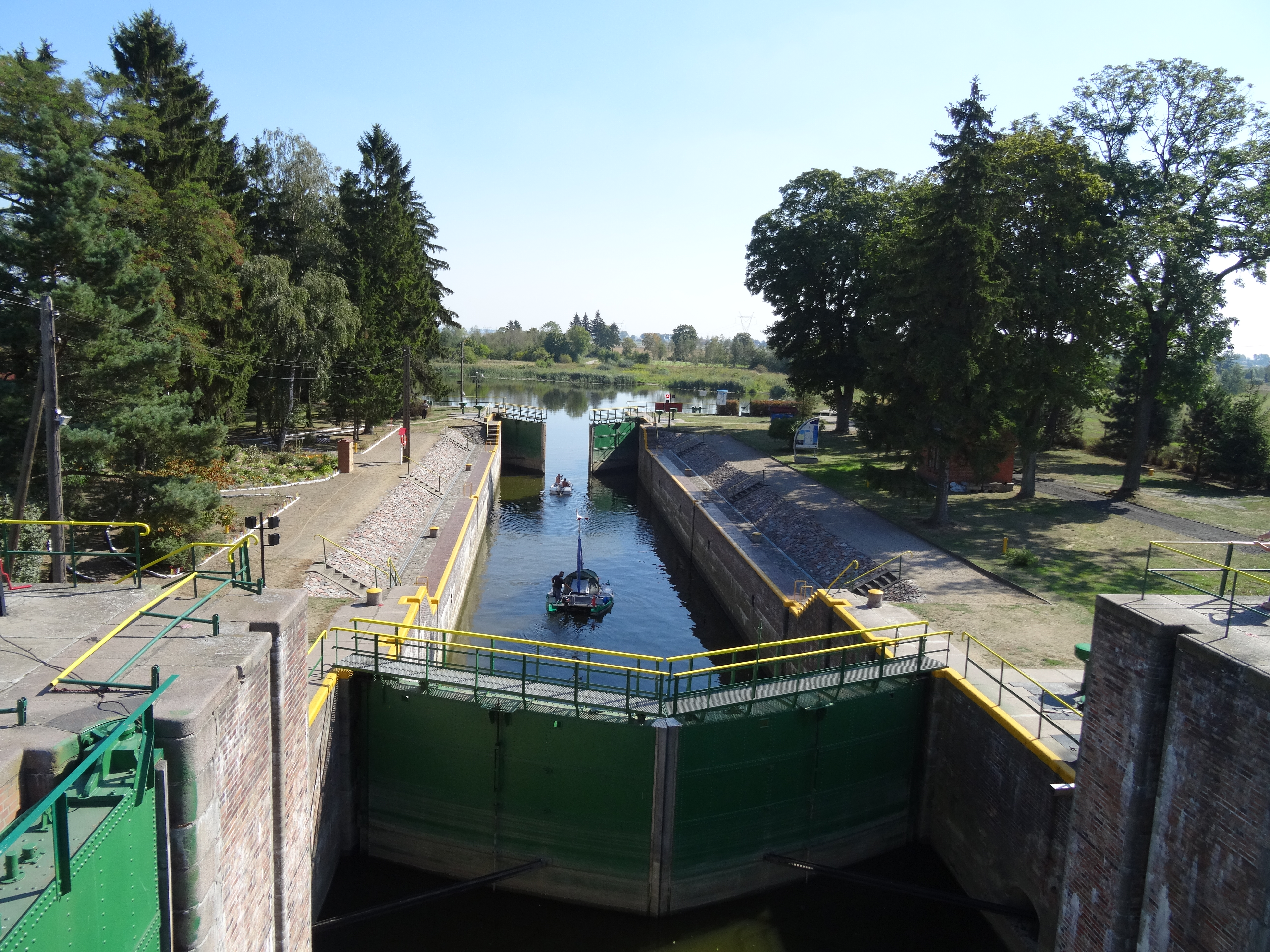
Śluza Gdańska Głowa między Wisłą a Szkarpawą na szlaku Pętli Żuławskiej

Forteca była położona pomiędzy ramionami Wisły i Szkarpawy, niedaleko ich ujścia do zatok Morza Bałtyckiego. Prawdopodobnie pierwsze stałe umocnienia powstały krótko przed 1626, jako szaniec z czterema bastionami.
W drugiej połowie lipca 1626 Gdańska Głowa została zajęta przez wojska szwedzkie i znacznie rozbudowana. Została obsadzona silną załogą, która odparła atak wojsk gdańskich w styczniu 1627 roku. Obsadzenie przez Szwedów twierdzy pozwoliło do 1635 kontrolować im handel wiślany Gdańska. Od spływających do Gdańska statków wiślanych i tratew z drewnem były pobierane opłaty, a towary potrzebne Szwedom były zatrzymywane i konfiskowane. Fortyfikacja wróciła pod zwierzchnictwo Gdańska po rozejmie w Sztumskiej Wsi (12 września 1635) i została ponownie obsadzona przez załogę wydzieloną z wojsk garnizonu miejskiego. W obliczu zagrożenia szwedzkiego w 1655 została obsadzona 200 żołnierzami, jednak została zdobyta przez Szwedów w lutym 1656. Szwedzi rozbudowali fortyfikacje i stworzyli potężną twierdzę wodno-ziemną typu holenderskiego, o szerokości ponad 500 m, z załogą liczącą około 600–800 osób i około 50 dział różnych kalibrów. Twierdza zapewniała Szwedom panowanie nad całą deltą Wisły, a ponadto stanowiła  miejsce wypadowe przeciwko Gdańskowi. W czasie walk po 1655 kilkakrotnie nieskutecznie próbowano odzyskać Gdańską Głowę. Decydujące oblężenie rozpoczęło się 25 września 1659, siłami około 5500 zbrojnych, wyposażonych w blisko 40 dział i moździerzy. Wojska rozpoczęły bombardowanie twierdzy, a Szwedzi zdani jedynie na własne siły skapitulowali i na honorowych warunkach opuścili ją 22 grudnia 1659. Ponownie obsadziło ją 1500 żołnierzy gdańskich.
Planowana była rozbudowa fortyfikacji, w końcu jednak zdecydowano się je rozebrać w drugiej połowie XVII wieku, ponieważ koszt ich utrzymania przekraczał możliwości Gdańska. Poza tym obawiano się, że jeśli znowu zostanie zdobyta przez przeciwnika, ponownie może stać się miejscem blokady spływu wiślanego. W 1812 teren dawnej twierdzy został obsadzony przez Francuzów; być może istniały tam jeszcze resztki dawnych umocnień.
Resztki twierdzy rozebrano ostatecznie przy okazji wykonywania przekopu Wisły pod koniec XIX wieku (1890–1895); część terenu dawnej twierdzy została zajęta przez infrastrukturę przekopu. Pozostała część to obecnie płaski teren wykorzystywany rolniczo.
Obecna Gdańska Głowa to nazwa wybudowanej w 1895 roku śluzy na Szkarpawie. Śluza odcina wody Wisły od Szkarpawy i znajduje się na obszarze Żuław Wiślanych (Drewnica).